# 球颗火成岩

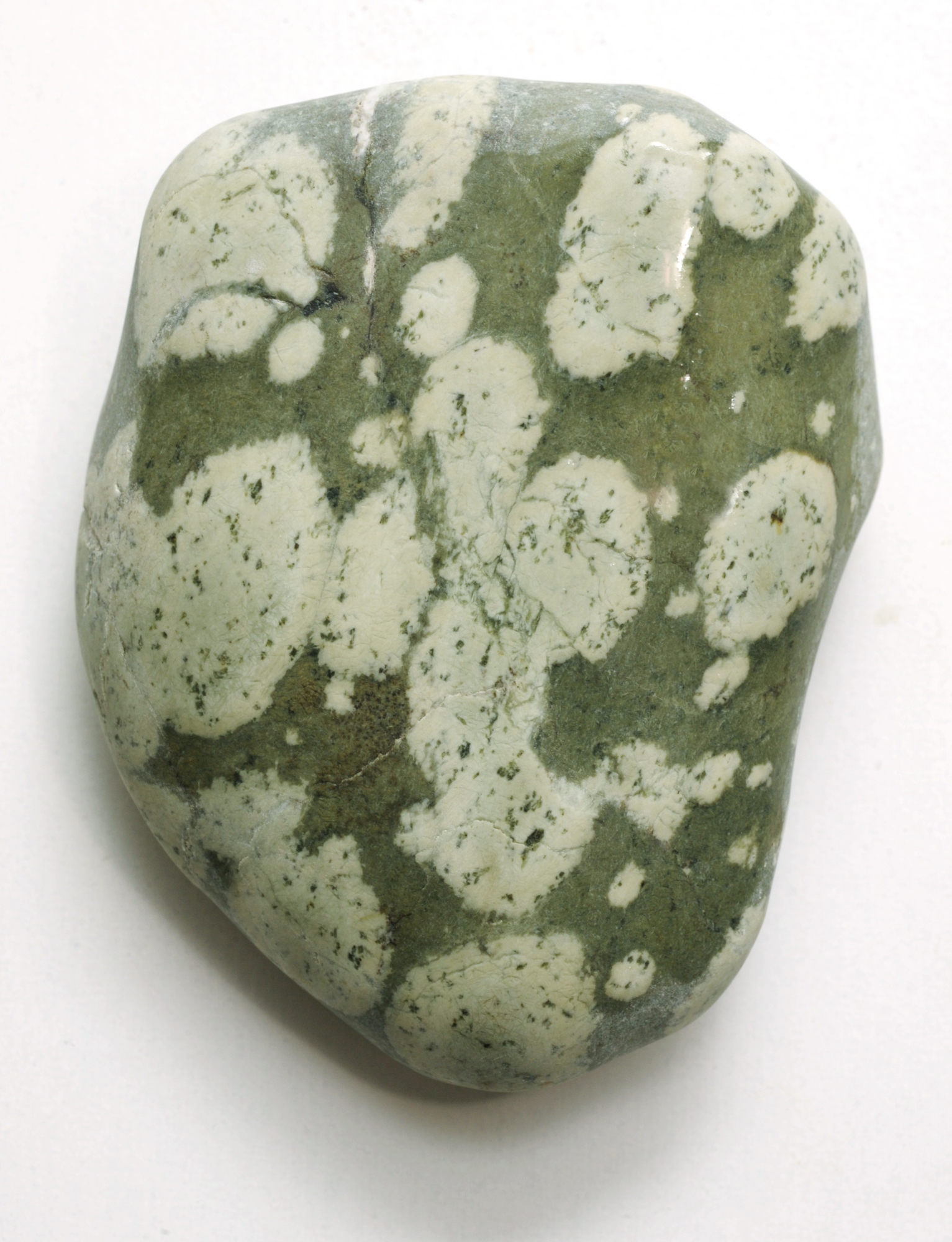
含球颗火成岩的玄武岩岩流海灘卵石。標本產地：美國華盛頓

球颗火成岩（英語：Variolite）是指具球颗狀结构的火成岩。特別是在鎂鐵質的火山岩，例如 拉斑岩、玄武岩或科馬提岩，在其細粒度基質中包含厘米級的球形或球狀結構，稱為“天花“(varioles)。 這些結構的顏色比主岩淺，直徑通常在0.05毫米到5厘米以上.
1648年，Aldrovandi首創此詞，定義爲為含球颗狀结构的隱晶質或細粒火成岩. 因爲“天花“風化較快，通常會導致球颗火成岩具有麻子狀外觀。

## 岩石种类
1. 球颗玄武岩呈暗紫红色，具球颗结构，球颗间隙充填长板状交织在一起的斜长石。球颗直径2-5mm，含量30%-60%，似一颗颗豆粒堆积而成，显微镜下观察每一个球颗均由放射状斜长石构成，中心为尘状磁铁矿，状似花朵。具气孔状构造、杏仁状构造、枕状构造，枕体间为灰绿色的绿片岩或硅质物充填[1] [2]。
2. 玄武岩岩流也具有球颗结构，在岩流两侧球颗小而多，向岩流中央球颗减少且变粗。所以，枕状玄武岩和玄武岩岩流都属于球颗玄武岩。大多数角砾玄武岩和部分块状玄武岩均为较新鲜的球颗玄武岩，因此岩石表面不显现出凸起的球颗[6][7].
3. 球颗科馬提岩在南非和加拿大地盾太古代的綠岩帶熔岩流中，與球颗玄武岩共生[8][9]。

## 风化与蚀变
当球颗玄武岩受风化作用及某些蚀变作用后，岩石表面显现出许多凸起的球颗，风化强者球颗可脱落。显微镜下观察表明，这些凸起的球颗是斜长石、绿泥石化的结果。
在岩枕的横断面上，球颗的分布大体呈同心环状，沿岩枕边缘球颗小而多，在岩枕中央球颗大而少，岩枕的过渡相有时球颗较少，因此其分布无明显规律。